# (36049) 1999 RB18
1999 RB18 (asteroide 36049) é um asteroide da cintura principal. Possui uma excentricidade de 0.00483090 e uma inclinação de 0.73539º.
Este asteroide foi descoberto no dia 7 de setembro de 1999 por LINEAR em Socorro.